# Carl Lehle
Carl Georg Lehle, o Karl Georg Lehle (Eriskirch, 2 dicembre 1872 – Ludwigshafen, 18 settembre 1939), è stato un canottiere tedesco.
Partecipò ai Giochi della II Olimpiade che si svolsero a Parigi nel 1900. Con la sua squadra, il Ludwigshafener Ruder Verein, prese parte alla gara di quattro con, i quali vinse la medaglia di bronzo nella finale B.

## Palmarès
| Anno | Manifestazione | Sede   | Evento      | Risultato |
| ---- | -------------- | ------ | ----------- | --------- |
| 1900 | Olimpiadi      | Parigi | Quattro con | Bronzo    |